# Dextrorfano
El dextrorfano es la forma dextro del levorfanol que actúa como un antagonista no competitivo del receptor NMDA (N-metil-D-aspartato), entre otros efectos, y se ha propuesto como agente neuroprotector. El dextrorfano es el metabolito activo del agente antitusivo dextrometorfano (CAS 125-71-3).

## Acciones
La actividad de dextrorfano, su farmacología específica, toxicidad aguda y farmacología general en relación con el sistema nervioso central se han investigado en comparación con dextrometorfano. Los estudios demostraron que el dextrorfano ejerce una actividad antitusiva comparable a la del dextrometorfano, pero con una mejor tolerabilidad y una menor toxicidad. Estos resultados sugieren utilizar dextrorfano en lugar de su precursor dextrometorfano en terapia.

## Farmacología
Esta sustancia está estrechamente relacionada con el levorfanol y puede producir un falso positivo para levorfanol en las pruebas de detección de drogas. El cuerpo humano va a transformar parte de una dosis de dextrometorfano en dextrorfano. La misma transformación se produce en las ratas, al comparar los resultados en machos y hembras, los investigadores encontraron que una cantidad dada de dextrorfano dura el doble de tiempo en las ratas hembra.
El dextrorfano puede combatir la tos y reducir los ataques epilépticos, aunque los resultados de los exámenes difieren en cuanto a qué tan bien disminuye las convulsiones. investigación en ratones ha descubrió que la droga ayuda a los ratones recuperarse de accidentes cerebrovasculares, y en los seres humanos el fármaco parece ser útil para el tratamiento de eventos cerebrovasculares menores. Algunas investigaciones indican que la sustancia tiene potencial para el tratamiento de diversas afecciones neurológicas humanas, pero ese potencial todavía no se ha cumplido. Un experimento con ratas encontró al dextrorfano ineficaz para prevenir el daño cerebral causado por el somán, un agente de guerra química. Un estudio en ratas intentó probar el potencial del dextrorfano como antídoto para el envenenamiento por metcatinona pero tuvo un limitado éxito.

## Inconvenientes
Los efectos no deseados secundarios pueden incluir náuseas, vómitos, somnolencia, alta o baja presión sanguínea, movimientos oculares incontrolables y alucinaciones. Experimentos con ratas demuestran que una dosis lo suficientemente alta puede afectar la memoria y el aprendizaje. Cuando un grupo de investigadores probó la capacidad del dextrorfano para prevenir algunos tipos de daño cerebral, los científicos encontraron que, en vez de eso, el dextrorfano causó daños en ratas.

## Factores abuso
En un tiempo el dextrorfano estuvo en la lista sustancias controladas, pero finalmente fue retirado de cualquier programa de sustancias controladas. El dextrorfano no está sometido a fiscalización internacional. Este viaje es más que inusual, una variedad de drogas se ha movido de un programa a otro a través de los años, pero la dirección es casi siempre para poner los medicamentos bajo controles más estrictos en lugar de menos. Los científicos describen que el dextrorfano produce efectos similares a la fenciclidina (PCP). A niveles suficientemente altos, del dextrorfano puede hacer que las personas se sienten como si estuvieran intoxicadas con alcohol.

## Interacciones con otras drogas
El dextrorfano ha reducido los efectos de la cocaína en ratones.

## Uso de la droga durante el embarazo y la lactancia
Después de que ratones machos recibieron dextrorfano en un experimento, produjeron descendencia con menor peso, retraso en la maduración y comportamiento de natación anormal. Si el fármaco pasa a un feto humano o a la producción de leche de una madre lactante es desconocido.

## Uso prospectivo
Se ha pensado en administrar a un mamífero que presenta ya sea dolor o está a punto de ser sometido a un evento que le cause dolor una cantidad supresora del dolor de al menos un antagonista no tóxico para el receptor de N-metil-D-aspartato, por ejemplo, el dextrorfano, o al menos una sustancia no tóxica que bloquee una consecuencia intracelular importante de la activación del receptor de N-metil-D-aspartato.